# Homenajes a las víctimas de la KGB
Memoriales a las víctimas de la KGB se han establecido en varios países que anteriormente fueron ocupados por la Unión Soviética, a menudo en las antiguas cárceles de la KGB, para documentar las represiones de la policía secreta soviética y conmemorar a sus víctimas. Algunos tienen la forma de monumentos en la ubicación de las cárceles o lugares de ejecución de la KGB, otros son museos y centros de documentación.

## Estonia
El Museo de Células de la KGB en Tartu está situado en la "casa gris", que en las décadas de 1940 y 1950 albergó el Centro de Estonia del Sur de la NKVD / KGB. El piso del sótano con las celdas para los presos está abierto para los visitantes. Se han restaurado parte de las celdas, los calabozos y el pasillo del sótano.

## Lituania
Museo de las víctimas del genocidio se estableció en Vilnius el 14 de octubre de 1992 en la antigua sede de la KGB (que había sido utilizada por la Gestapo durante la ocupación nazi). El edificio también alberga el Archivo Especial de Lituania, donde se guardan los documentos del antiguo archivo de la KGB.

## Letonia
"La Puerta Negra", un monumento en el antiguo edificio de la KGB en la calle Stabu en Riga, se inauguró en 2003. El monumento, diseñado por el artista Glebs Pantelejevs, es una puerta de acero entreabierta y una placa conmemorativa.

## Alemania
Se está creando un centro conmemorativo y de exposiciones en la antigua prisión de la KGB en Potsdam. Inicialmente utilizada para interrogar a presuntos espías occidentales, algunos de los cuales fueron ejecutados, la prisión más tarde albergaba principalmente a soldados soviéticos que habían sido arrestados por motín, deserción o actividad antisoviética.